# 聚变能量增益因子

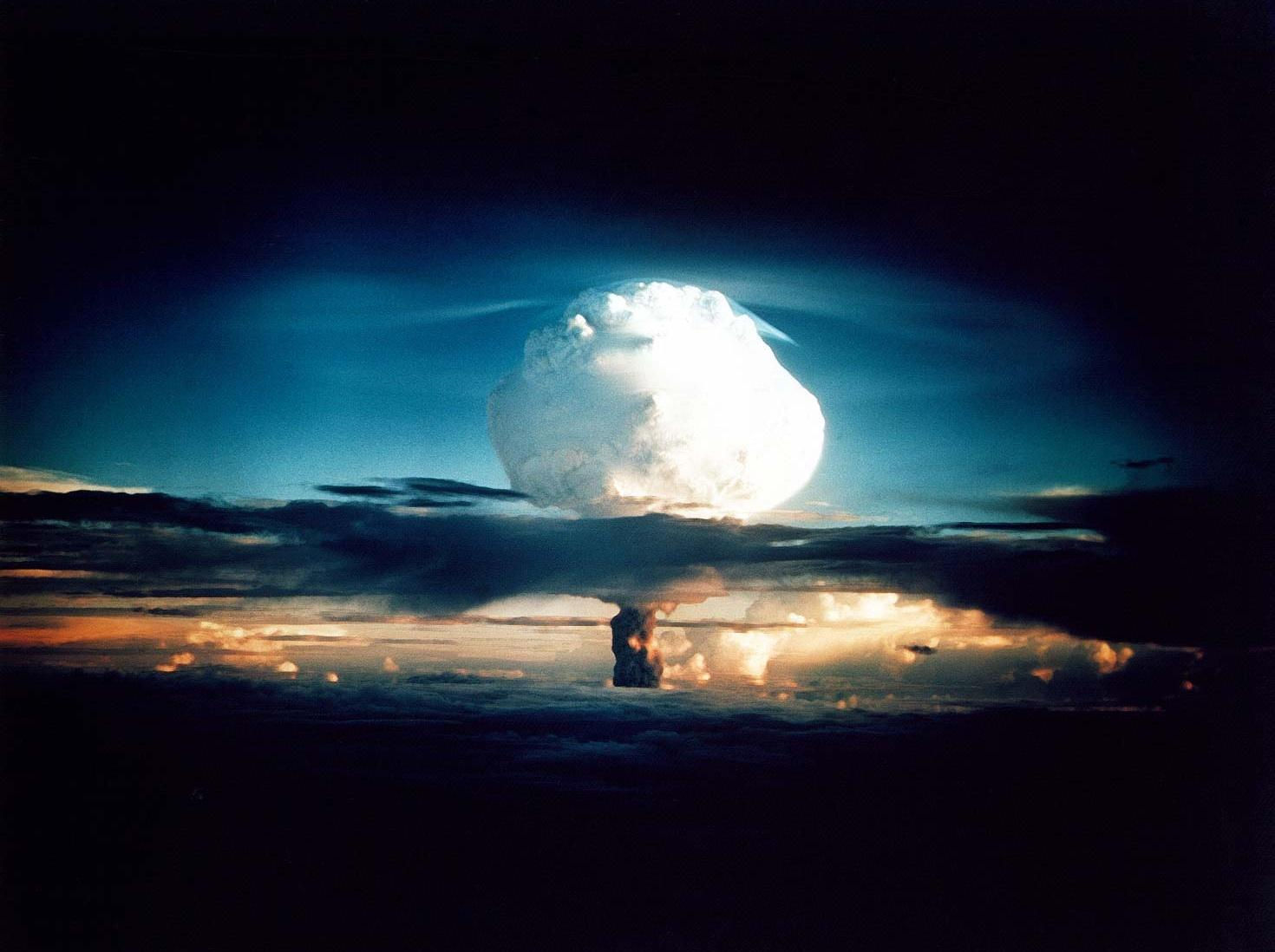
常春藤麥克氢弹爆炸场景。氢弹是唯一能够实现远大于1的聚变能量增益因子的设备。

聚变能量增益因子（英語：fusion energy gain factor），通常用符号Q表示，是核聚变反应所产生能量与维持反应器等离子体稳态的输入装置能量之比。当Q = 1 ，聚变反应所释放的功率等于维持反应所需的加热功率时， 称为收支平衡，在某些地方也被称为科学收支平衡。
自热是获得能量增益的关键，聚变反应释放出的部分能量可能被燃料重新捕获，从而导致自热。大多数聚变反应会至少在无法在等离子体中捕获的形式下释放一部分能量，因此Q = 1的系统无需外部加热即可冷却。使用典型聚变燃料时，在至少达到Q = 5之前，聚变反应堆中的自热预计不会达到反应堆输入功率。如果Q增加到Q = 5以上，自热的增加令反应堆不再需要外部加热输入能量以维持反应。在此之后，聚变反应开始自我维持，这种情形被称为聚变点火。点火后反应堆Q为无限大，通常被认为是聚变反应堆的理想设计情景。
随着时间的推移，一些相关的术语进入了核聚变词典。不参与聚变反应自热的能量可以从外部捕获，以产生电力。这些电力可以用来将等离子体加热到工作温度。以这种方式自供电的系统被称为运行在工程收支平衡状态。在高于工程收支平衡的情景下运行时，反应堆所产生的电能将超过其使用的电能，因此多余的电能可以被出售。可出售足够电力以支付反应堆运营成本的状态被称为经济收支平衡。此外，核聚变燃料，特别是氚价格高昂，所以很多实验都是用氢或氘等各种试验气体进行。如果这类实验用反应堆在使用氚作为燃料下理论上可以达到收支平衡，则该反应堆被称为推断收支平衡。
截至2017年，Q的记录由英国的歐洲聯合環狀托卡马克反应堆（JET）保持，为Q =（16MW）/（24MW）≈ 0.67，在1997年首次达到。国际热核聚变实验反应堆（ITER）最初的设计是为了达到点火水平，但目前设计可达到Q = 10，用50兆瓦的输入热功率产生500兆瓦的聚变功率。推断收支平衡的最高记录则由日本的JT-60托卡马克反应堆保持，Qext = 1.25。

## 概念
Q 为聚变反应产生的能量Pfus与输入加热装置能量Pheat之比。除此之外，还有数个定义在此基础上考虑了功率损耗和其他因素。

### 收支平衡
1955年，约翰·劳森（ John Lawson ）成为了第一个详细探讨能量平衡机制的人，最初他的成果仅在机密文件中发表，但后来很快就在如今著名的1957年论文中被公开发表。在论文中，他考虑并完善了早期研究人员的工作，特别是汉斯·瑟林（Hans Thirring ），彼得-托内曼（Peter Thonemann）和一篇理查德·波斯特（Richard Post）所著的评论文章。在这些人成果的基础上，劳森的论文详细预测了各种机制所损失的能量，并将其与维持反应所需的能量进行了比较。 这种平衡今天被称为劳森判据。
在成功的聚变反应堆设计中，聚变反应产生一定的能量Pfus 。 这种能量的一部分，Ploss，会被各种机制损失掉，大部分为燃料与反应堆室壁的对流，和各种无法被捕获用于发电的辐射。为了持续聚变反应，反应堆必须提供额外的热量以弥补这些能量损失，即Ploss = Pheat，以维持反应堆热平衡。 
收支平衡的最基本定义为当Q = 1时 ，即Pfus = Pheat 。
一些文章将此定义称为科学收支平衡，以便与类似术语进行比较。但是，收支平衡在少数领域（尤其是惯性约束聚变场）以外很少见。

### 推断收支平衡
自20世纪50年代以来，大多数商用聚变反应堆的设计都是以氘和氚的混合燃料作为反应堆主要燃料；其他燃料虽然具有很多吸引人的特性，但都很难点燃。由于氚具有放射性、高度生物活性和高度移动性，它本身是一个重大的安全问题，因此提高了设计和运行这种反应堆的成本。
为了降低成本，许多实验用反应堆被设计成仅用氢或氘的试验燃料运行，而不使用氚。在这种情况下，术语推断收支平衡用于代表该种氢或氘实验反应堆在使用氘-氚混合燃料下的理论系能。 
推断收支平衡记录略高于科学收支平衡记录。在使用D-D燃料运行时，歐洲聯合環狀反應爐和JT-60都达到了1.25左右的数值（详见下文）。当歐洲聯合環狀反應爐实际使用D-T燃料运行时，最大性能约为推断值的一半。 

### 工程收支平衡
另一个相关的术语是工程收支平衡，其考虑到了工程上需要从聚变反应中提取能量，将其转化为电能，然后再将其中的一部分供应给加热系统。 这种将能量从聚变反应中提取转换为电能，再供应给加热系统的闭合循环被称作再循环。在这种情形下，Pfus的定义会有所变化，以将几个能量转换过程的效率纳入考量。 
DT反应以中子形式释放大部分能量，少量能量以α粒子等带电粒子形式释放。中子是电中性的，会从任何磁约束核聚变（MFE）设计中逃逸，尽管惯性约束聚变（ICF）设计中燃料有很高的密度，但它们往往也很容易逃脱这些设计中的燃料团。这意味着只有反应产生的带电粒子能够被捕获在燃料中，并产生自热。如果在带电粒子中释放的能量部分为fch ，则这些粒子所携带的能量为Pch = fchPfus。如果自热过程是完美的，也就是说，所有P ch都被捕获在燃料中，则可用于发电的功率即为没有以该形式释放的功率，即（1 - fch）Pfus 。
在中子携带大部分实际可用能量的情况下，如使用D-T燃料中时，中子能量通常通过一层锂包层来捕获，锂会产生更多的氚，可以用来作为反应堆的燃料。由于各种放热和吸热反应，这锂包层具有一个功率增益因子MR。 MR通常在约1.1至1.3之间，意味着它也会产生少量能量。综合考虑下，聚变反应释放到环境中，因此可用于能源生产的总能量，称为反应堆的净功率PR。 
锂包层然后则会被冷却，冷却液则会被用在热交换器中，从而驱动常规的蒸汽涡轮机和发电机。所发电能又会被输入回反应堆加热系统中。发电链中的每个步骤都需要考虑其效率。对于等离子体加热系统， 其{\displaystyle \eta _{heat}}约为60％到70％，对于基于兰金循环的现代发电机系统，其{\displaystyle \eta _{elec}}大约35％至40％。在综合考虑这些效率因素后可以得出整个能量转换自供电系统的净效率，即{\displaystyle \eta _{NPC}} ，其约为0.20至0.25。也就是说，约有20％到25％{\displaystyle P_{R}}可以再循环。 
因此，达到工程收支平衡所需的聚变能量增益因子被定义为： 
{\displaystyle Q_{E}\equiv {\frac {P_{fus}}{P_{heat}}}={\frac {1}{\eta _{heat}\cdot f_{recirc}\cdot \eta _{elec}\cdot (1-f_{ch})}}}
要了解如何使用{\displaystyle Q_{E}}，可以假设有一个反应堆在20MW和Q = 2下运行。 在20MW下Q = 2意味着，反应堆的Pheat为10兆瓦。最初的20MW输出下约20％为Α粒子，因此，假设能量被完全捕获，则4MW的Pheat是自给的。反应堆总共需要10MW的输入功率以加热，加热功率已经有4MW通过Α粒子自给，所以反应堆还需要6MW的额外功率。在最初的20MW输出中，有4MW被留在了燃料中，因此有16MW的净输出。假设锂包层的MR为1.15，那么得到的反应堆的PR约为18.4MW。假设反应堆有一个不错的{\displaystyle \eta _{NPC}}值如0.25，可以得出反应堆的PR需要24MW，因此Q = 2的反应堆无法达到工程收支平衡。如果Q = 4，则需要5MW的输入功率加热，其中4MW来自聚变反应本身自热，因此还需要1MW的额外功率，这部分可以通过反应堆的18.4MW的净输出轻松补足。因此，该情形下的反应堆的QE应在2到4之间。
考虑到现实中的各种效率损失，磁约束聚变堆通常需要Q值在5到8之间，而惯性设备的{\displaystyle \eta _{heat}}值则要低得多。 因此需要更高的QE值，约在50到100数量级之间。

### 聚变点火
当离子体温度升高时，聚变反应的速率会迅速增长，自热速率也随之增长。与此相反的是，像X射线这样不可捕捉的能量损失则不会以同样的比例增长。因此从总体上来看，随着温度升高，自热过程的效率会随之升高，需要从外部输入设备加热以保持反应温度的能量则随之减少。
随着等离子体温度不断升高，Pheat最终会降至零，即保持聚变反应等离子体在工作温度下所需的所有能量都可以由自热反应自给，所需输入装置的加热能量也降至零。达到此状态的瞬间称为聚变点火，聚变燃料在此情形被称作在点燃状态。在使用D-T燃料的情况下，只有20%的能量以能引起自热的Α粒子形式释放，也就是说在反应堆等离子体释放出至少五倍与保持其反应工作温度所需的功率之前，燃料不会被点燃。
点火，据其定义，对应的是无限的Q值。但这并不意味着frecirc降为零，因为反应堆系统中其他的组件，例如磁铁和冷却系统，依然需要供电。但一般情况下，这些系统所需能量比反应堆输入加热系统所需的能量要小得多，其需要的frecirc也小得多。更重要的是，这一数字可能是接近恒定的，也就是说继续提高等离子体性能可以直接导致更多的能量可被用于商业发电，而不是自热循环。

### 商业收支平衡
最后一个收支平衡的定义是商业收支平衡，即除去自热循环剩余的所发电力的经济价值足以支付运行反应堆的成本。该值取决于反应堆的资本成本和与此相关的任何融资成本，包括燃料和维护在内的运行成本以及实时电价。  
达到商业收支平衡依赖于反应堆本身技术性能之外的因素，即使一台反应堆可以完全点燃其等离子体，其输出功率远超过工程收支平衡，也有可能因为无法迅速产生足够的电力来偿还自身的运行成本。在和聚变领域中，人们还在讨论诸如ITER之类的任何主流技术路线能否达到这一目标。

## 实用例子
截至2017年，大多数正在研究的核聚变反应堆设计都是基于D-T反应，因为这是迄今为止最容易点燃的反应，而且能量密度高。然而，这种反应会以单个高能中子的形式释放出大部分能量，只有约20%的能量以Α粒子的形式释放。因此，对于D-T反应，fch = 0.2。这意味着在Q = 5之前，自热所产生的能量无法让等离子体自给，反应堆依赖于外部设备加热。
效率值取决于设计的细节，但一般在ηheat = 0.7 (70%) 和 ηelec = 0.4 (40%)的范围内。聚变反应堆的最终目的是发电，而不是仅让反应自热循环，因此实际可用的反应堆必须具有大约frecirc = 0.2的值。值更低会更好，但实际中很难实现。根据这些值来计算，可以推出一个实用反应堆的Q = 22。
以ITER来说，其设计为50MW的输入功率可以产生500MW的输出功率。如果20%的输出功率可以参与到自热，那意味有着400MW的能量逃逸到环境中。假设ηheat = 0.7 和 ηelec = 0.4，那么ITER理论上可以最多产生112MW的可用输出功率。这意味着ITER可以在工程收支平衡的状态下运行。然而，ITER并没有配备发电系统，所以在ITER后续反应堆，如DEMO系统建成之前，实用例子仅存在纸面上。

## 瞬态与连续态
许多早期的聚变设备只能持续运行几微秒，使用某种脉冲电源为磁约束系统供电，或是利用约束系统的压缩作为聚变反应加热源。在这种情况下，约翰·劳森将收支平衡定义为整个聚变反应周期释放的总能量与同一周期输入给聚变反应的总能量之比。 
随着时间的推移，设备性能提高了几个数量级，反应时间也从微秒级延长到了秒级，而在ITER中，反应时间则延长到了数分钟。在这种情况下，“整个反应周期”的定义变得模糊不清。例如，等离子体点在点燃状态下时。在系统准备点火的过程中Pheat可能会很高，而在实际点火瞬间Pheat则立即降至零，因此人们可能会倾向于选择一个系统处于高Q或无限Q的最佳状态。在这种情况下，更好的方案是使用劳森对Q值原始的定义，对整个反应取平均计算。
另一个问题是在系统达到运行条件前的加热阶段，在该阶段核聚变反应所释放的部分能量会被用于加热周边的燃料，而不会被释放到环境中。当等离子体达到其运行温度并进入热平衡状态时，这种现象则不再发生。因此，如果对整个反应周期取平均值，这部分能量将作为加热的一部分，也就是说，一些被捕获用于加热的能量本应以Pfus的形式释放，所以这一部分能量不应计入Q的计算中。
歐洲聯合環狀反應爐（JET）的运营者认为，这一部分能量应该在计算中减去，即：
{\displaystyle Q*\equiv {\frac {P_{fus}}{P_{heat}-P_{temp}}}}
当：
{\displaystyle P_{temp}={\frac {dWp}{dt}}}
Ptemp是用于提高等离子体内能的功率。JET在报告其创纪录的Q = 0.67时使用的就是此定义。
关于这个定义的一些争论仍在持续。在1998年，JT-60装置的运营者声称其使用D-D燃料时达到了Q = 1.25，从而达到了推断收支平衡。这一计算基于JET对Q的定义。但根据此定义，JET也早就达到了收支平衡。如果考虑实验条件下的能量平衡，并结合对早期反应堆实验数据的分析，人们认为如果采用Q的初始定义，JET和JT-60都仍远远低于收支平衡点。

## 美国国家点火装置的科学收支平衡
尽管大多数聚变实验使用某种形式的磁约束，但另一个主要分支是慣性局限融合（ICF），它以机械方式加热燃料靶丸，使燃料高度压缩在一起以增加密度。这大大增加了聚变事件的发生率，并降低了需要长时间约束燃料的需求。通过使用某种形式的驱动器，来加热含有热核燃料的聚变靶丸，以此驱动惯性约束聚变。人们提出了多种不同的驱动器，但迄今为止，大多数实验都使用了激光作为驱动器。
如果使用Q的传统定义， Pfus / Pheat，ICF实验装置具有极低的Q值。因为激光效率极低，而{\displaystyle \eta _{heat}}在磁约束系统中使用的加热器效率可能约为70％，而激光器效率则约为1％。
因此，ICF研究的领导者勞倫斯利佛摩國家實驗室（LLNL）提出了对Q的另一种定义，将Pheat定义为驱动器传递给胶囊的能量，而不是外部电源传递给驱动器的能量。也就是说，他们建议在考虑增益时忽视其激光器的低效率。该定义产生了更高的Q值，并将收支平衡的定义改为了P fus / Plaser = 1。在一些情况下，他们将此定义称为“科学收支平衡”。这个术语没有被普遍使用。其他研究者采用了Q的新定义，但继续将Pfus = Plaser称为收支平衡。 
2013年10月7日，LLNL宣布其9月29日使用国家点火装置（NIF）实现了科学收支平衡。在此实验中， Pfus约为14kJ，而激光输出为1.8MJ。根据他们先前的定义，该Q值仅为0.0077。但在此新闻稿中，他们再次重新定义了Q ，这次将Pheat仅等同于传递到“燃料最热部分”的能量，计算得出原始激光能量只有10kJ到达了聚变反应发生的燃料部分。这一宣布受到了核聚变领域的严厉批评。

## 备注
1. ↑  或在少数地方写作Qfus.
2. ↑  此处在劳森的原始论文中被标为PR，[6]此处做了修改以与现代术语保持一致。
3. ↑  在劳森的原始论文中，Q用来表示各个核聚变反应所释放的总能量，单位为MeV，R则指的是收支平衡。[6]劳森在后期使用Q来指代收支平衡，即本文的使用方式。

### 引用
1. ↑  . news.sciencenet.cn.   [2020-12-11].
2. ↑  朱毓坤. . 国外核聚变与等离子体应用. 1999, (2): 27-36.
3. ↑  D J Campbell.  (pdf). ITER Organization. 2014  [2020-12-10] （英语）.
4. 1 2  李建刚; Jian-Gang, L. I. . 物理: 88–97.   [2020-12-11]. ISSN 0379-4148. doi:10.7693/wl20160203. （原始内容存档于2020-08-13） （cn）.
5. 1 2  Lawson 1957.
6. 1 2  Lawson 1957，第6頁.
7. ↑  Karpenko, V. N. . Nuclear Technology - Fusion. September 1983, 4 (2P2): 308–315  [2020-12-09]. doi:10.13182/FST83-A22885. （原始内容存档于2019-09-22）.
8. ↑  . 19 October 1998  [2020-12-09]. （原始内容存档于2018-12-15）.
9. ↑  Jassby, Daniel. . Bulletin of the Atomic Scientists. 19 April 2017  [2020-12-09]. （原始内容存档于2021-05-07）.
10. 1 2 3  Razzak, M. A. . Nagoya University.   [2017-07-27]. （原始内容存档于2018-10-03）.
11. 1 2 3 4 5 6  Meade 1997.
12. 1 2 3 4 5 6 7  Entler 2015.
13. ↑  . Department of Energy. 1981: 8.5  [2020-12-09]. （原始内容存档于2021-07-01）.
14. ↑  中国科学院等离子体物理研究所. . www.ipp.cas.cn. 2014-02-26  [2020-12-15]. （原始内容存档于2020-05-23）.
15. ↑  . web.archive.org. 2012-05-02  [2020-12-15]. 原始内容存档于2012-05-02.
16. 1 2  EUROfusion. . www.euro-fusion.org.   [2020-12-15]. （原始内容存档于2021-03-09） （英语）.
17. ↑  . Lawrence Livermore National Laboratory.   [2020-12-09]. （原始内容存档于2021-03-18）.
18. ↑  Hirsch, Robert. . Issues in Technology. Vol. 31 no. 4. Summer 2015  [2020-12-09]. （原始内容存档于2018-09-26）.
19. ↑  . www.iaea.org. 2001-08-01  [2020-12-15]. （原始内容存档于2020-11-11） （英语）.
20. 1 2  Dr. Timo Kiviniemi and Prof. Dr. Mathias Groth.  (PDF). Aalto University School of Science, Department of Applied Physics. 2020  [2020-12-14]. （原始内容 (pdf)存档于2020-12-15） （英语）.
21. ↑  . 7 August 1998  [5 December 2016]. （原始内容存档于6 January 2013）.
22. ↑  江少恩, 丁永坤. . 物理. 2010-08-20, 39 (08): 531–542. ISSN 0379-4148 （cn）.
23. ↑  Pfalzner, S.  (PDF). CRC Press. 2006: 13–24  [2020-12-09]. （原始内容 (PDF)存档于2021-01-09）.
24. ↑  R. Betti.  (PDF). University of Rochester and Princeton Plasma Physics Laboratory. 2011-03-29  [2020-12-14]. （原始内容 (pdf)存档于2021-03-19） （英语）.
25. ↑  Moses, Edward.  (技术报告). Lawrence Livermore National Laboratory: 2. 4 May 2007.
26. ↑  Ahlstrom, H. G. . Applied Optics. June 1981, 20 (11): 1902–24. Bibcode:1981ApOpt..20.1902A. PMID 20332859. doi:10.1364/AO.20.001902.
27. ↑  . National Academies Press. July 2013: 45, 53  [2020-12-09]. ISBN 9780309270625. （原始内容存档于2021-07-07）.
28. ↑  Rincon, Paul. . BBC News. 7 October 2013  [2020-12-09]. （原始内容存档于2021-04-26）.
29. ↑  Ball, Philip. . Nature. 12 February 2014  [2020-12-09]. （原始内容存档于2021-02-16）.
30. ↑  . HiPER. 13 February 2014  [2020-12-09]. （原始内容存档于2020-01-26）.
31. ↑   (PDF). FIRE.   [2020-12-09]. （原始内容 (PDF)存档于2021-03-18）.
32. ↑  Clery, Daniel. . Science. 10 October 2013  [2020-12-09]. （原始内容存档于2021-03-17）.